# Theodoro Henrique Maurer Júnior
Theodoro Henrique Maurer Júnior (Cosmópolis, 13 de maio de 1906 - São Paulo, 1979) foi um letrólogo, filólogo e linguista brasileiro cujas pesquisas centravam-se principalmente na linguística românica. Doutorou-se em Latim na Faculdade de Filosofia, Ciências e Letras da Universidade de São Paulo em 1944, onde seria docente ativo de 1947 a 1967, e, de 1945 a 1946, foi bolsista da Fundação Rockefeller na Universidade Yale, onde teve aulas com linguistas como Leonard Bloomfield, Franklin Edgerton e Edgard Sturtevan.
Foi um dos fundadores da Associação Brasileira de Linguística.

## Vida

### Primeiros anos
Maurer Júnior nasceu em 13 de maio de 1906 na colônia suíça "Campos Sales", em Cosmópolis, à época região rural de Campinas, em São Paulo. Seus pais, Henrique Maurer e Rosette H. Maurer, eram provenientes de Zurique e haviam vindo para o Brasil em 1898. Entretanto, Maurer Júnior passou sua infância, até os cinco anos de idade, no interior dos Estados Unidos, para onde sua família havia se mudado temporariamente.

### Experiências acadêmicas iniciais
Novamente no Brasil, fixaram-se na região de Rebouças, hoje chamada Sumaré, onde Maurer viveu até os quinze anos. Seu ensino secundário foi feito em Campinas, como autodidata, e, de 1925 a 1928, seguiu os Cursos Pré-Teológico e Teológico no Seminário Teológico Presbiteriano. Casou-se, em 24 de junho de 1931, com Maria Branca Vogel. Mudaram-se para Franca, onde Maurer trabalhou como pastor da Igreja Presbiteriana.
Em Franca, foi professor de inglês e latim na Escola Normal Livre de 1930 a 1934. Neste ano, prestou um concurso para a cadeira de Latim do Ginásio do Estado de Campinas, defendendo a tese O Caso Ablativo (estudo sintático) e obtendo o primeiro lugar. Entretanto, a Congregação do Ginásio alterou a lista tríplice e, assim, não foi selecionado. Mudou-se, assim, para São Paulo, dedicando-se ao ensino secundário.
De 1935 a 1937, lecionou latim e português no ginásio do Instituto Mackenzie e também em 1935, no curso Pré-Teológico do Instituto José Manuel da Conceição (onde foi professor de Isaac Nicolau Salum, seu futuro orientando e colega de trabalho na Universidade de São Paulo), em Jandira, passou a dar aulas de português, francês, latim e grego. De 1935 1938, trabalhou na Faculdade de Teologia da Igreja Presbiteriana Independente como professor de Exegese do Velho e do Novo Testamento e Arqueologia Bíblica.

### Formação no ensino superior e experiência em Yale
A partir de 1938, estudou Letras Clássicas e Português na Faculdade de Filosofia, Ciências e Letras (FFCL) da Universidade de São Paulo, licenciando-se em 1940. Continuou lecionando no Instituto José Manuel da Conceição até 1943 e, deste ano a 1945, foi professor de grego no Colégio Oswaldo Cruz. De 1944 a 1952, lecionou filosofia e lógica na Faculdade de Teologia da Igreja Metodista do Brasil. Desde sua licenciatura na FFCL, já passou a ser Professor Assistente e de latim (inicialmente também de grego) na mesma faculdade. Doutorou-se, em 1944, com a tese A Morfologia e a Sintaxe do Genitivo Latino (estudo histórico).
A Fundação Rockefeller lhe ofereceu uma bolsa de estudos na Universidade de Yale e, então, de 1945 a 1946, seguiu em tal universidade cursos de linguística indo-europeia, sânscrito e hitita com Leonard Bloomfield, Franklin Edgerton e Edgard Sturtevant. Tais estudos resultaram em dois artigos no periódico Language, da Sociedade Linguística da América: "Unity of the Indo-European Ablaut System: The Dissyllabic Roots" (1947, vol. 23, n. 1) e "The Romance Conjugation in -ēscō (-īscō) -īre: Its Origin in Vulgar Latin" (1951, vol. 27, n. 2).

### Carreira na Universidade de São Paulo
Em 1949, ao retornar de Yale, foi contratado para a Cátedra de Filologia Românica da FFCL da USP, focando seus estudos nas línguas românicas e sendo também encarregado do curso de Glotologia Clássica (que, por sua sugestão, passou então a ser denominado Linguística Indo-Europeia). Tornou-se livre-docente em 1951, com a tese A Unidade da România Ocidental, e, em 1952, fez o Concurso de Cátedra com a tese O Latim Vulgar: Estudo Crítico, sendo aprovado e nomeado Professor Catedrático de Filologia Românica.
Com tal cargo, Maurer deu início aos estudos de especialização em Linguística Geral na USP e, quando a área foi incluída no Currículo Mínimo, também se responsabilizou pelos cursos da graduação, o que fez até sua aposentadoria. Isto se deu em 1967, mas prosseguiu dedicando-se aos estudos linguísticos e, também, sobre o cooperativismo e política.
Faleceu em 1979, em São Paulo.